# Витсен, Николаас

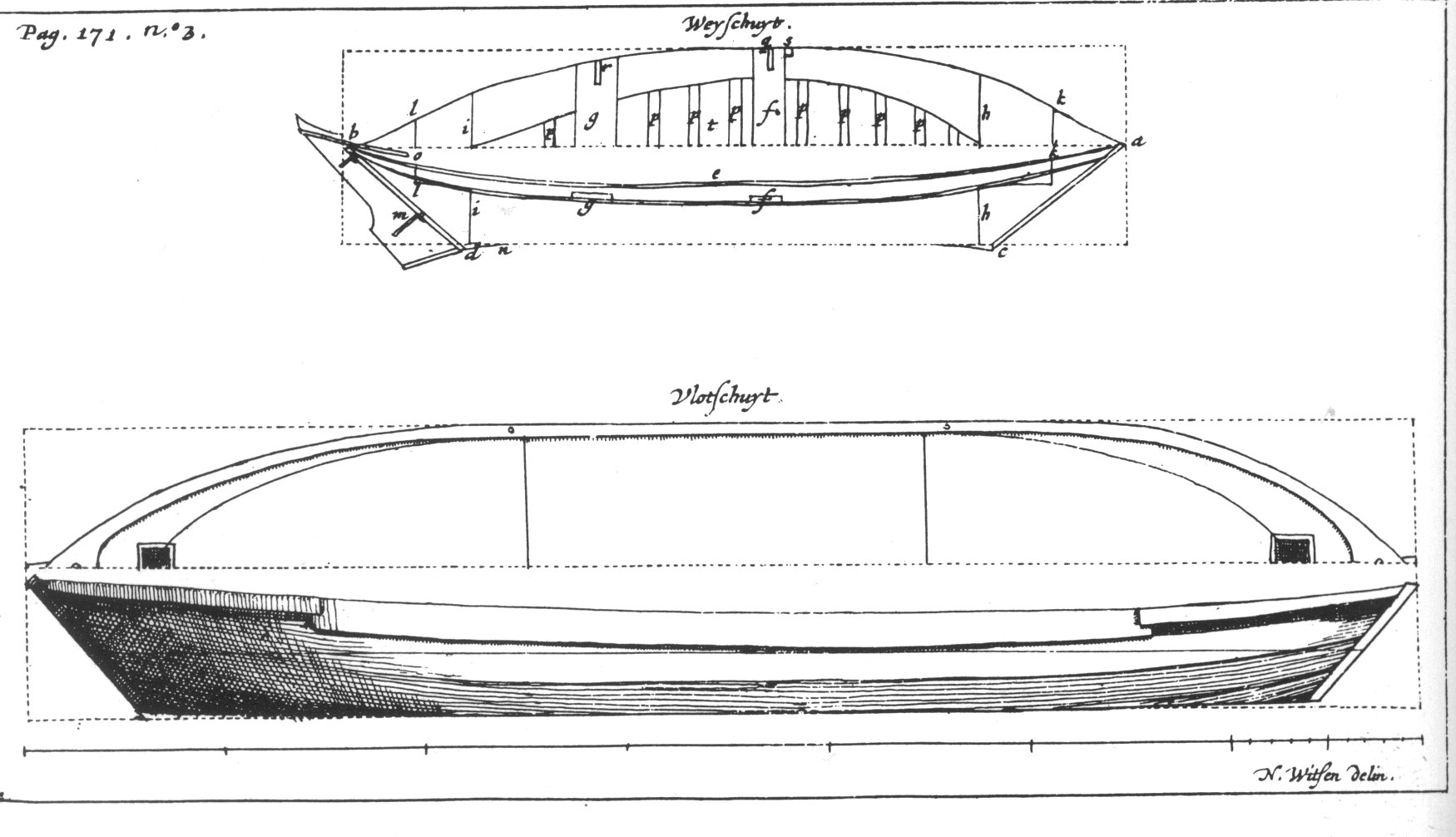
Чертёж прама Н. Витсена, 1671 года.

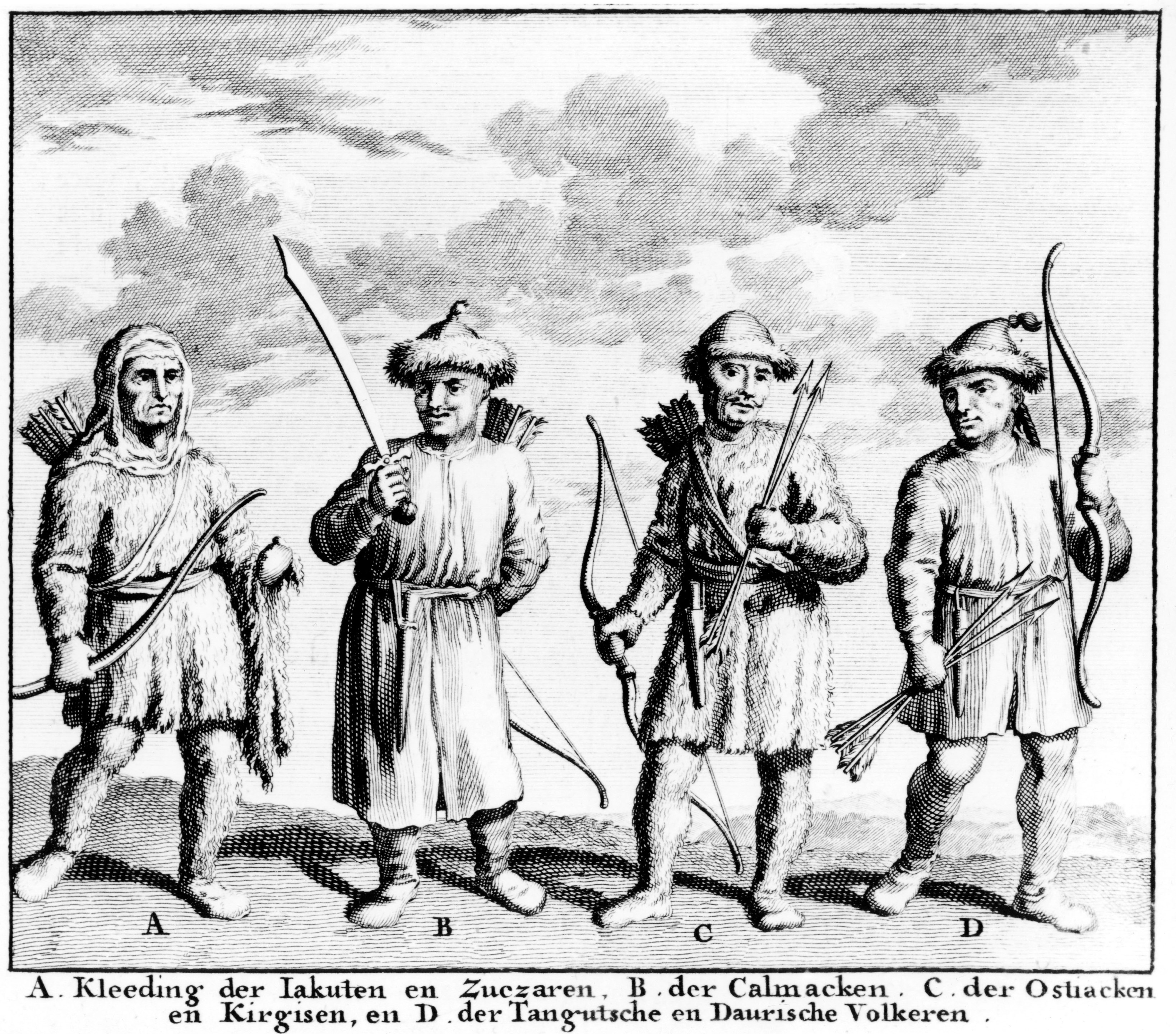
Обитатели (жители) Тартарии. Рисунок из амстердамского издания книги Н. Витсена «Северная и Восточная Тартария». А — якут, В — калмык, С — остяк, Д — тунгус.

Николаас Витсен (нидерл. Nicolaes Witsen; 8 мая 1641 — 10 августа 1717) — голландский политик, предприниматель, картограф, бургомистр Амстердама с 1682 по 1706 год (13 сроков), управляющий Ост-Индской компании.

## Биография

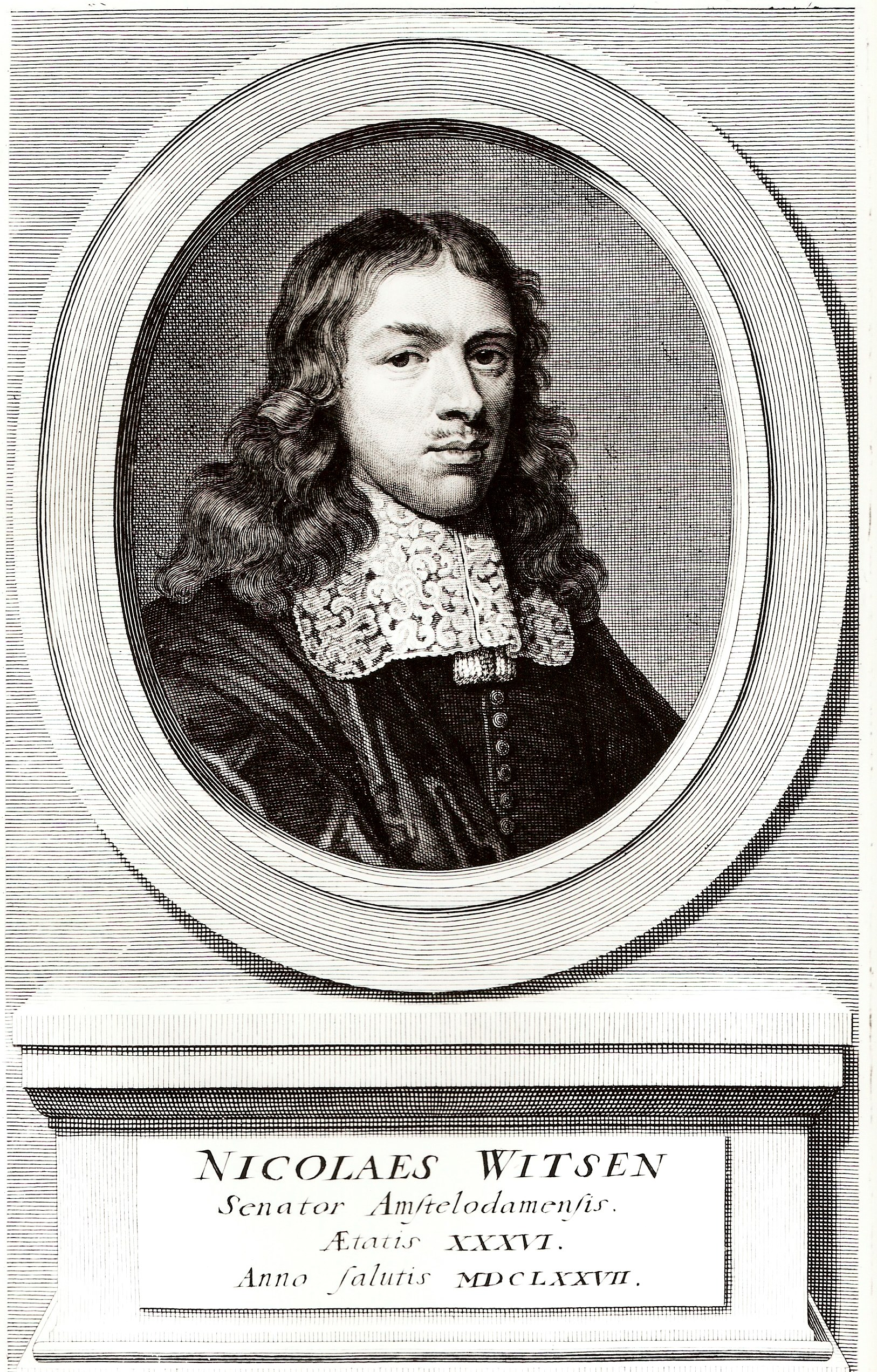
Портрет Н. Витсена

Николаас Витсен был представителем второго поколения Витсенов-бургомистров Амстердама. В 1656 году, в пятнадцатилетнем возрасте, сопровождал отца в дипломатическую поездку в Англию, где в течение нескольких недель был гостем английского лорда-протектора Оливера Кромвеля. После возвращения из Англии изучал математику, астрономию и философию в прославленной школе Атеней в Амстердаме, занимался поэзией, а также гравированием, что позднее использовал в своих научных исследованиях и в кораблестроении.
В январе 1663 года начал обучение в Лейденском университете, где изучал правоведение, но с бо́льшим удовольствием, как пишет сам Витсен в автобиографии, слушал лекции по философии; в университете Николаас подружился с профессором арабской литературы Голиусом, от которого получил много сведений о восточных странах и народах. 11 июля 1664 года Витсен защитил диссертацию по правоведению и получил диплом доктора права.

### Книга Витсена «Путешествие по Московии»
В 1664—1665 годах Н. Витсен единственный раз побывал в Московии, находясь в составе свиты голландского посольства Якоба Борейля.

Во время посольства Витсен систематически вёл дневник, делал заметки, зарисовки видов Москвы, Новгорода, Пскова и многих примечательных зданий. В 1665 году составил описание путешествия Фёдора Байкова из Тобольска в Пекин. 

Его дневник изобилует множеством географических названий и интересным этнографическим материалом. Витсен уделяет особое внимание вопросам церковного культа и монастырского быта. Его записи являются надежным историческим источником: факты, сообщаемые им, достоверны, он даёт точную хронологию, тщательно описывает особенности жизни, нравы и обычаи не только русских, но и других народов, с которыми встречался во время путешествия. В целом «Путешествие в Московию» даёт яркую, живую, хотя и не всегда беспристрастную, картину тогдашней России, увиденной глазами иностранца; для записок характерны острая наблюдательность, свежесть ума, юмор, юношеская непосредственность и откровенность.

В 1666—1667 годах Витсен совершил поездку во Францию и Италию; в Париже познакомился с французским учёным М. Тевено, которому рассказал о своём путешествии в Московию и обещал прислать копию своих записок, что и сделал в 1668 году. После смерти Витсена его записки долгое время считались утерянными. Только в 1886 году в Нидерландах стало известно, что копии дневника и заметок Николааса Витсена хранятся в Париже. Только через 300 лет после того, как дневник был написан, в 1966 г. в Гааге вышла в свет книга «Moscovische Reyse, 1664—1665». 's-Gravenhage, 1966. Существует издание русского перевода со староголландского, сделанного В. Г. Трисман.
После пребывания в Москве Витсен собирал сведения о русской культуре и обществе. В 1697 году, во время пребывания царя Петра Алексеевича инкогнито в Европе, Витсен организовал для него четырёхмесячное обучение на верфях Голландской Ост-Индской компании, благодаря чему Пётр приобрел навыки и практический опыт судостроения. Косвенным образом принимал участие в обучении царя Петра Алексеевича нидерландскому языку — через своего родственника, переводчика голландского языка Посольского приказа в Москве, Андрея Андреевича Виниуса.
Сочувствие Витсена реформам Петра I объяснялось тем, что бургомистр возглавлял так называемое «прорусское лобби» в Нидерландах в противовес политическим группировкам в Гааге, опасавшимся, что расширение российской территории разрушит голландско-шведские деловые связи.

### Научная деятельность
Более 20 лет Витсен работал над обобщением своих записок о путешествии по России, а к 1690 году составил, выгравировал и выпустил для рассылки знакомым свою знаменитую большую карту Сибири, под названием «Новая географическая карта Северной и Восточной части Азии и Европы… В год 1687». В картуше есть посвящение карты царю Петру Алеексеевичу с текстом его подробного титула.
Карта основана на русских чертежах времён П. И. Годунова. Материалы, собранные и опубликованные Витсеном, служили источником для изображения Северо-востока Азии на картах других европейских картографов и издателей до появления в 1722 году карты Каспия и Камчатки, выпущенной в свет в Нюрнберге И.-Б. Хоманном.
В 1696 году амстердамский издатель Карл Аллард (1648—1709) выгравировал и опубликовал карту Азии, основанную на большой карте Тартарии Витсена.
О некоторых подробностях работы Н. Витсена над своей большой картой Тартарии, использовании им сообщений из Тобольска и Москвы, о московском корреспонденте Витсена Андрее Андреевиче Виниусе, переводившем для Витсена тексты, собираемые Семёном Ульяновичем Ремезовым, и отправляемые им до середины 1703 года в Амстердам Витсену, по которым Витсен изобразил не только реку Камчатку, но и её двойника — реку Дамасту, на что впервые обратил внимание в 1966 году ленинградский историк Борис Петрович Полевой. И, как через несколько лет и река и остров Дамаста исчезли с карты Сибири, которую привёз в 1695 году посол русских царей к китайскому богдыхану Избрант Идес (1657—1708), подготовку к изданию которой в 1704 году готовил сам Витсен. Об этом эпизоде истории карты Витсена смотри в журнале «Антиквариат» 2013 года.
В 1692 году Витсен выпустил в Амстердаме книгу на голландском языке «Северная и Восточная Тартария» (Noord en Oost Tartarye) на 660-ти страницах, первое в Европе этнографическое и географическое описание сибирских земель и народов. Второе дополненное издание этого труда вышло в двух томах в 1705 году и насчитывало уже тысячу страниц. Исследователи эпохи Российской империи высоко оценивали труд Витсена и писали, что «в этом сочинении собраны все знания того времени о Центральной и Северной Азии» и сам Петр I читал сочинения Витсена". Полный перевод двухтомника на русский язык был закончен в 1950 году В. Г. Трисман.
В 2010 году этот перевод с комментариями был издан в Амстердаме в трёх томах и передан в библиотеки России.
В книге Витсеном описываются «западные и восточные тартары», а также земли Грузии, Крыма, Узбекистана, Туркестана, Сибири, Монголии, Тибета, Китая и Кореи. На территории России упоминаются русские поселения середины XVII века, такие как Селенгинский острог, Албазино, Иргенский острог, Нерчинский острог, Верхоленский острог, Удинский острог, Пустозерск, такие личности как Афанасий Пашков, Ерофей Хабаров, Степан Разин, Владимир Атласов, грузинский царь Арчил, а также многочисленные народности — ногайцы, буряты, тунгусы, калмаки, черемисы, мордва, башкиры, якуты, остяки, юкагиры, коряки и др.
В своей книге Витсен также пишет о том, что в Сибири в то время уже шла промысловая добыча мамонтовых бивней и сообщает о находках различных костей вымерших животных. В 1665 году в Москве он даже приобрёл рисованое изображение мамонта. В 1688 году в местечке Самаровский Ям, по сведениям Фёдора Головина было обнаружено языческое захоронение с серебряными предметами и украшениями. Кроме этого, в Сибири находили статуэтки и украшения из скифского золота.

## Издание трёхтомника на русском языке
В 2010 году вышло издание труда Витсена «Северная и Восточная Тартария» 1705 года на русском языке. Тираж отпечатан амстердамским издательством Pegasus. Тираж книги был предназначен для библиотек и специалистов, издание состоит из двух томов, третий том содержит вводные статьи, примечания и указатели. 20 сентября 2011 года в РНБ в Санкт-Петербурге прошла презентация этого издания, подготовленного коллективом российских и нидерландских исследователей под руководством проф. Брюно Наардена (Bruno Naarden) из Амстердама, докт ист. наук Н. М. Рогожина (Москва) и Н. П. Копаневой (МАЭ РАН).

Руссия или Московия по сведениям Н. Витсена. Фредерик де Вит, Амстердам, ок. 1709.
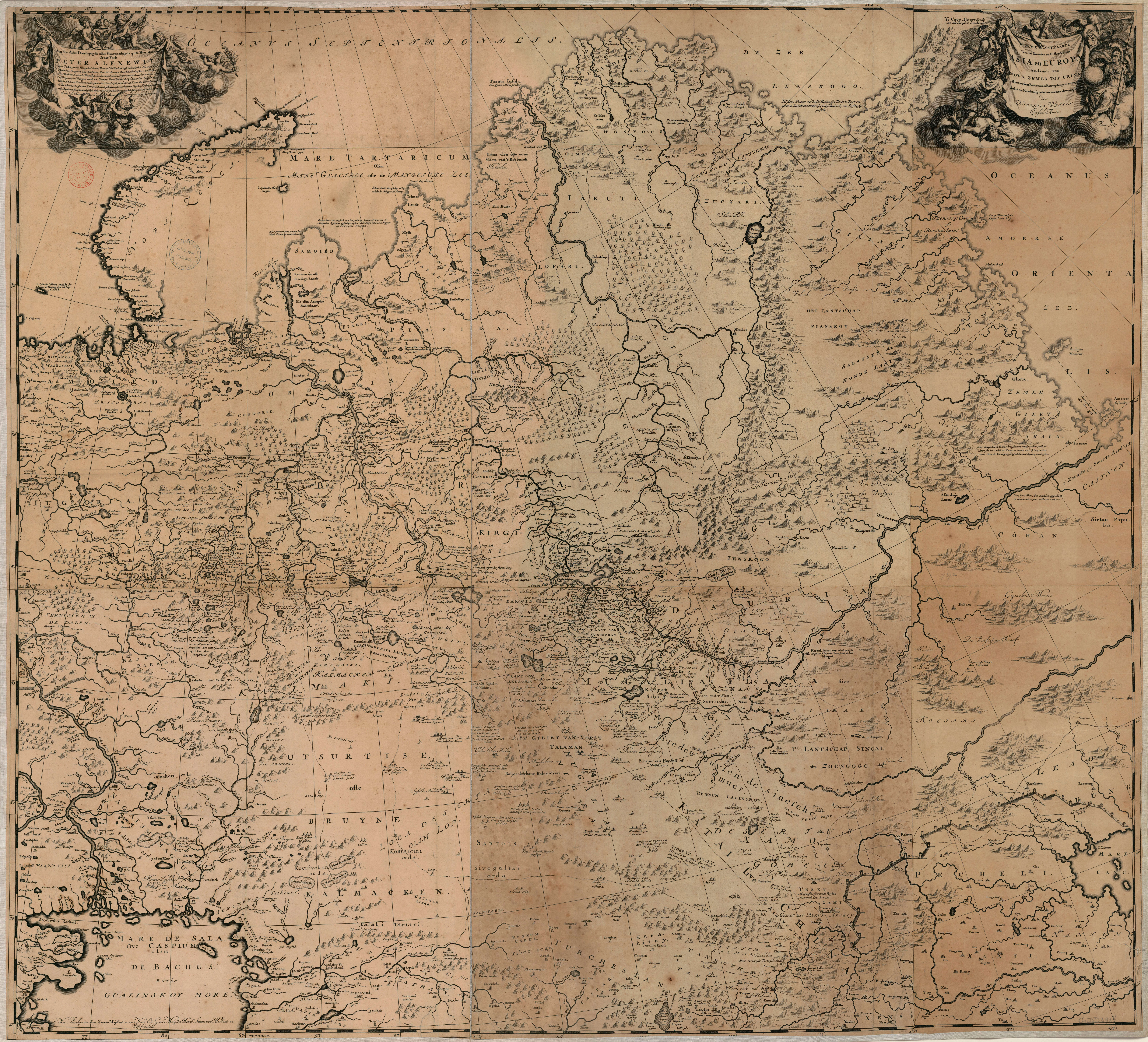
Nieuwe Lantkaarte van het Noorder en Ooster deel van Asia en Europa ... door Nicolaas Witsen. Anno 1687. отпечатанная в Амстердаме ок. 1690 г. на 6 листах.
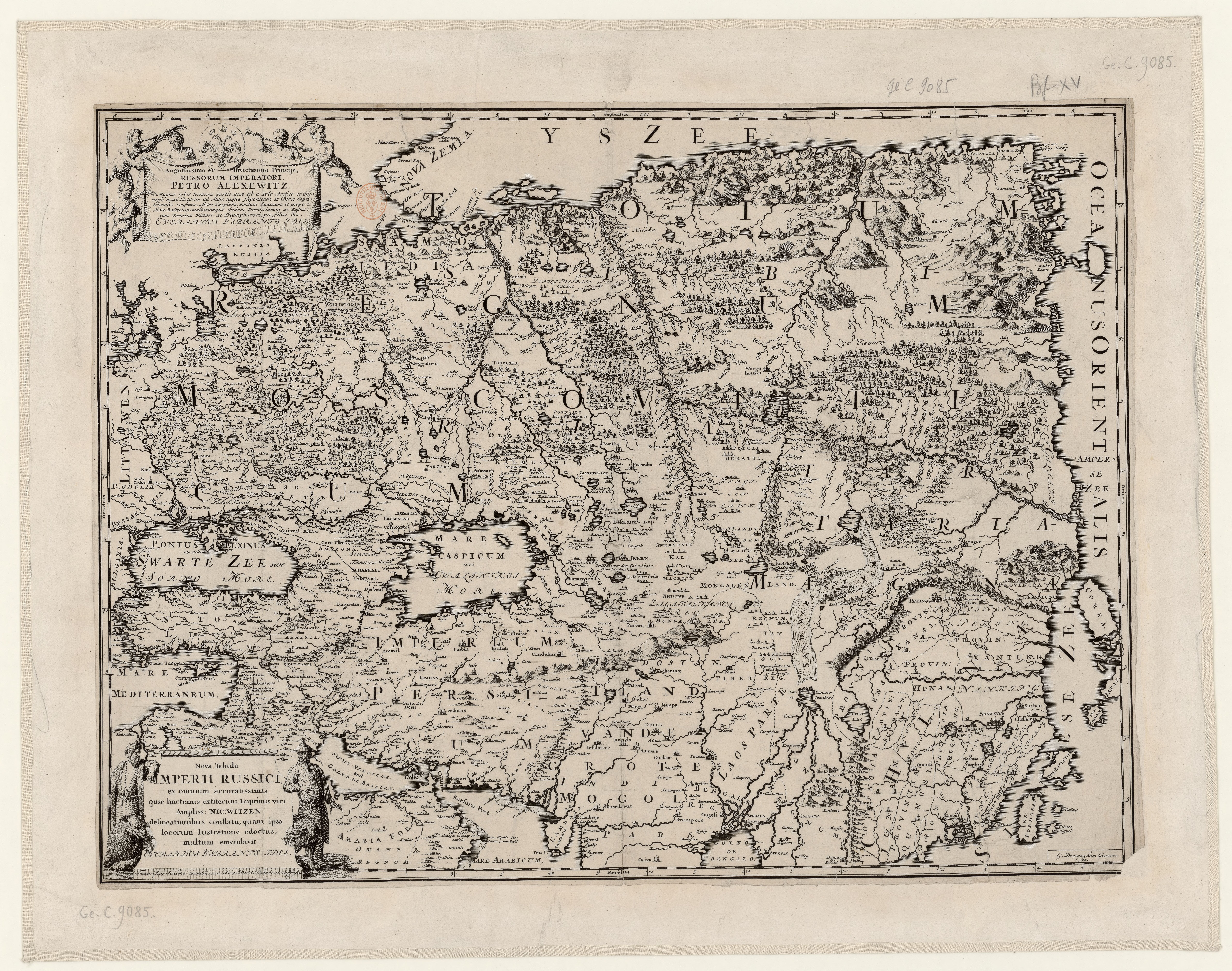
Nova Tabula imperii Russici ex omnium accuratissimis ... emendavit Everardus Ysbrants Ides. Исбранта Идеса, Амстердам, 1704.
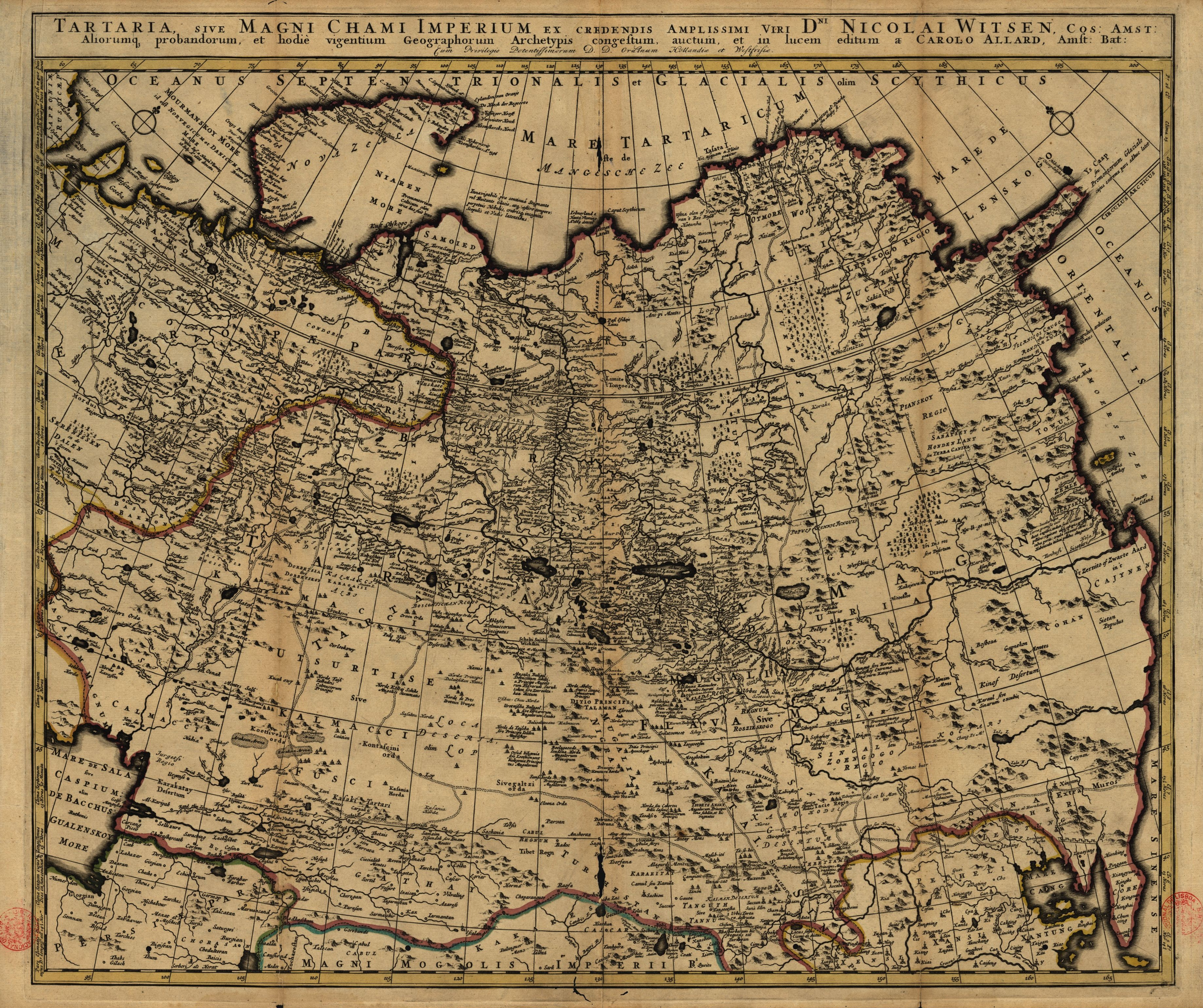
Tartaria, sive Magni Chami Imperium ex ... Nicolai Witsen, Cos: Amst: in lucem editum a Carlo Allard, Amst: Bat:   Амстердам, Карл Аллард, 1700-е, на одном листе, второе состояние гравюры — счищено имя мыса Табин (на широте 68 град.) и добавлено изображение острова Дамаста (на широте 64 град.) близ устья реки Дамаста.